# Гаасова словолитня
Га́асова словолитня (нім. Haas’sche Schriftgiesserei) — колишня швейцарська словолитня у Базелі та Мюнхенштайні.

## Історія
Підприємство бере початок від Йоганна Якоба Гената Старшого, який володів друкарнею зі словолитнею в Базелі. У третьому поколінні, за Йоганна Рудольфа Гената, 1740 року вона перейшла у володіння Йоганна Вільгельма Гааса з Нюрнберга, який працював у друкарні з 1718 року. 1758 року Йоганн Вільгельм Гаас набув громадянства Базеля.
Його син Вільгельм Гаас-Мюнх винайшов більш досконалий ручний прес із металу та розширив підприємство, відкривши ще одну друкарню. Завдяки запровадженим ним та його сином Вільгельмом Гаасом-Декером типографічним нововведенням і цілеспрямованому розвитку міжнародних торговельних відносин підприємство стало провідною словолитнею на території тодішньої Швейцарії і одною з найвидатніших у Європі. З 1786 року підприємство діяло під власною назвою. З 1852 року словолитня була продана синами молодшого Вільгельма, Георгом Вільгельмом і Карлом Едуардом Гаасами.
У XX столітті Гаасова словолитня працювала переважно під керівництвом Едуарда Гоффмана. Він керував нею з 1937 року — спочатку разом із Максом Краєром — до його виходу на пенсію в 1965 році. 1968 року його син Альберт Гоффман перейняв керівництво. 1927 року підприємство перетворено на акціонерне товариство. Основними акціонерами були D. Stempel AG і H. Berthold AG. 1954 року D. Stempel AG перекупила акції H. Berthold, ставши мажоритарним акціонером. Основним завданням Гаасової словолитні було оформлення та виготовлення металічних відливних шрифтів. З 1950-х років поширилися замовлення від третіх осіб на ліцензовані проєкти шрифтів. У період свого розквіту в 1960-х підприєсмтво налічувало 120 робітників.
Найуспішнішими роботами словолитні вважаються шрифт Clarendon і шрифт 1956 року Neue Haas Grotesk, який набув всесвітньої відомості під назвою Helvetica. Інші видатні шрифти — Bodoni від Едмунда Тіле, Diethelm-Antiqua від Вільгельма Дітгельма, Bravo від Еміля Нойкомма, Graphique від Германна Айденбенца, ITC Novarese від Альдо Новарезе і Unica від Андре Гюртлера, Крістіана Менгельта та Еріха Гшвінда.
1989 року Linotype викупила Гаасову словолитню. Підприємство в Мюнхенштайні припинило існування. Будівлю словолитні зайняла школа Рудольфа Штайнера.

## Архітектура
Будівля словолитні в Мюнхенштайні була збудована 1921 року архітектором Карлом Готтлібом Коллером, який попередньо прославився своїм великим готельним комплексом в Енгадіні. Характерними є дахи поодиноких хатинок, прибудованих рядком до основної зали, чиї склепіння парабольної форми підперті стовпами. У дахових антревольтах розташовані віконця, аби всередину до майстрів надходило достатньо світла.